# Empire: Total War
Empire: Total War – komputerowa gra strategiczna osadzona w realiach epoki nowożytnej, wyprodukowana przez studio The Creative Assembly i wydana w 2009 roku przez firmę Sega. Jest to piąta część serii gier Total War. Prace nad grą zaczęły się na przełomie 2005 i 2006 roku, jednak oficjalnie zamiar wydania gry został ogłoszony 22 sierpnia 2007 roku. Premiera amerykańska miała miejsce 3 marca, europejska – 4 marca, australijska – 5 marca, a japońska 25 grudnia 2009 roku.
Na platformie Steam wydano następujące dodatki DLC: Special Forces Units & Bonus Content (4 marca 2009), Elite Units of the West (22 czerwca 2009), The Warpath Campaign (5 października 2009), Elite Units of America (7 grudnia 2009) oraz Elite Units of the East (8 lutego 2010). The Warpath Campaign dodaje kampanię „Na wojennej ścieżce”, w której gracz może pokierować pięcioma nowymi plemionami Indian, pozostałe dodatki zawierają nowe jednostki.

## Rozgrywka
Gra jest osadzona w czasach późnej epoki nowożytnej. Gra rozpoczyna się w roku 1700. Zależnie od wybranej nacji gra zacznie się w Europie, Azji, Ameryce Północnej, Północnej Afryce lub na Bliskim Wschodzie, jednak stopniowo akcja będzie się rozprzestrzeniała na cały świat.
Podobnie jak w poprzednich częściach gry, rozgrywka dzieli się na dwie części: turową oraz bitewną, w której gracz toczy walki zarówno na lądzie, jak i na morzu.
Celem gracza jest zdobycie i utrzymanie do wyznaczonego czasu określonej liczby prowincji. Ilość prowincji do podbicia zależy od wyboru przez gracza państwa którym chce grać i długości kampanii.

### Nacje
Według twórców w tej części gry znalazło się około pięćdziesięciu krajów, jednak pokierować można tylko dwunastoma z nich. Są to:
- Imperium Brytyjskie
- Republika Zjednoczonych Prowincji
- Francuskie Imperium Kolonialne
- Imperium Osmańskie
- Królestwo Prus
- Królestwo Hiszpanii
- Rzeczpospolita Obojga Narodów
- Imperium Rosyjskie
- Królestwo Szwecji
- Trzynaście kolonii / Stany Zjednoczone
- Cesarstwo Austrii
- Konfederacja maracka

### Technologie
Gra oferuje pewną nowość w porównaniu do poprzednich części serii, a mianowicie możliwość rozwoju technologicznego państwa. Dzięki posiadaniu budynków takich jak szkoły i uniwersytety gracz może odkrywać nowe technologie, które mają duże znaczenie w grze. Oprócz technologii wojennych (formacja czworoboku, pociski zapalające, taktyka lekkiej piechoty) gracz ma możliwość unowocześnienia gospodarki i wojska kierowanego państwa.

### Ustrój państwa
W poprzednich grach z serii gracz stawał na czele państwa jako władca feudalny. W tej grze dostępne są trzy ustroje: monarchia absolutna, monarchia konstytucyjna albo republika. W każdym z nich społeczeństwo funkcjonuje inaczej. Gdy monarcha nie będzie dbał o swój lud, to w stołecznym regionie może wybuchnąć rewolucja i gracz może zdecydować, czy wesprzeć buntowników, czy też rząd. Sukces rewolucji niesie zmianę ustroju. Jednak od gracza zależy, czy będzie stał na czele państwa jako premier czy wygnany monarcha.